# Benedizione del sole
La Benedizione del Sole (ברכת החמה, Birkat Hachama) è una benedizione ebraica molto rara che viene recitata al Creatore, ringraziandolo di aver creato il sole. La benedizione viene recitata quando il sole completa il suo ciclo di 28 anni e l'equinozio si verifica nuovamente al tramonto del martedì. La tradizione ebraica afferma che quando il sole completa tale ciclo, è ritornato nella stessa posizione che aveva quando il mondo fu creato. Poiché la benedizione deve essere detta quando il sole è visibile, viene posposta al giorno successivo, il mercoledì mattina.
Nell'Ebraismo un anno solare è stimato a 365,25 giorni, come nel calendario giuliano, e perciò vige il ciclo solare di 28 anni, che è noto come machzor gadol (מחזור גדול "il grande ciclo"). La "Benedizione del Sole", detta all'inizio di questo ciclo, è quindi recitata ogni 10.227 (28 x 365,25) giorni. L'ultima volta che è stata recitata fu l'8 aprile 2009 (14 Nisan 5769 secondo il calendario ebraico). Ciò ha coinciso con il giorno prima della festa ebraica di Pesach in ebraico פסח‎?.
Altre benedizioni vengono recitate durante l'occorrenza di vari fenomeni naturali, tra cui il fulmine, le comete e gli sciami meteorici, o quando si ammirano su testimonianze di topografia naturale mirabile, come le grandi montagne, i vasti fiumi e deserti. Quando recitata per queste altre esperienze, la benedizione viene detta da sola, senza versetti o salmi aggiuntivi ecc. Il testo della benedizione stessa è il seguente:
Ebraico: ברוך אתה ה' אלהינו מלך העולם עושה מעשה בראשית
"Benedetto sei Tu, o SIGNORE, nostro Dio, Re dell'Universo, artefice delle opere della Creazione."

## Fonti e origini
La fonte primaria per l'istituzione di Birkat Hachama è una Baraita citata nel Talmud:
"תנו רבנן הרואה חמה בתקופתה...אומר ברוך עושה מעשה בראשית"
"I nostri rabbini insegnarono: «Colui che vede il sole al suo punto di ritorno [...] recita la benedizione dell‘'autore delle opere della creazione'.»"
Nel mezzo di questa frase nella beraita (qui elisa) si parla di altri fenomeni naturali, la cui interpretazione è ambigua. La Ghemara chiarisce quando avvenga il 'punto di ritorno' (תקופה) menzionato nella beraita:
"ואימת הוי אמר אביי כל כ״ח שנין"
"E quando accade ciò? Abbaye risponde: ogni 28 anni..."
Successivamente la ghemara spiega la base dei 28 anni:
"והדר מחזור ונפלה תקופת ניסן בשבתאי באורתא דתלת נגהי ארבע"
"...quando il ciclo si rinnova e la 'stagione di Nisan' (cioè l'equinozio) cade in Saturno, alla sera quando il martedì trapassa nel mercoledì."
Questa spiegazione fornita da Abbaye si fonda su una sentenza halakhica di Samuel di Nehardea (Shmuel), citata anche nel Talmud:
"Shmuel affermò: l'equinozio invernale viene solo all'inizio di uno dei quattro quarti del giorno, all'inizio della giornata o all'inizio della notte, o mezzogiorno o mezzanotte. Il solstizio d'estate si verifica solo o alla fine dell'ora 1,5 o alla fine dell'ora 7,5 del giorno o della notte. Il equinozio d'autunno si verifica solo al termine dell'ora 3 o dell'ora 9 del giorno o della notte. Il solstizio d'inverno si verifica solo alla fine dell'ora 4,5 o dell'ora 10,5 ore del giorno o della notte. La durata di una stagione dell'anno non è più di 91 giorni e 7,5 ore."
I calcoli di Shmuel tuttavia sono imprecisi perché la terra non orbita intorno al sole a velocità costante. La sua imprecisione, secondo Abraham ibn ‛Ezra, fu in funzione del desiderio dell'epoca di evitare la necessità di manipolare le frazioni.

## Codificazione
Lo Shulchan Arukh afferma che questa benedizione, detta generalmente in occasione di fenomeni naturali, dovrebbe essere recitata quando si è testimoni del chammah bi-tkufatah (חמה בתקופתה = sole al momento del ritorno). Questo termine, citato della suddetta Beraita, viene spiegato dal Chofetz Chaim come riferentesi al momento in cui il sole ritorna a cominciare il suo ciclo, simile a quando fu creato.
Come esposto più avanti, la benedizione è recitata al mattino dopo che il sole ha completato il suo ciclo; idealmente dovrebbe essere detta all'alba, secondo la Legge ebraica di haneitz hachammah. Si preferisce recitare la benedizione con una moltitudine di persone, mantenendo il principio di b'rov am hadrat melech. Il talmudista Abraham Abele Gombiner (1635–1682) e il posek Mordecai Yoffe insistono che deve essere recitata entro le prime tre ore dopo il sorgere del sole. La Mishnah Berurah tuttavia asserisce, basandosi su numerosi Acharonim, che è permesso recitare la benedizione fino al mezzogiorno halakhico.
Secondo molte opinioni, la benedizione può essere recitata solo se si riesce a vedere il sole. Tuttavia, se il sole è completamente coperto dalle nuvole, esiste un'interpretazione della minoranza che permette comunque di recitare la benedizione, poiché in essenza tale benedizione viene detta per la coincidenza della posizione fisica del sole col momento del giorno.

## Analisi
Secondo il Talmud babilonese, il sole compie un ciclo di 28 anni per ritornare nella posizione che aveva nel momento della sua creazione (martedì sera, inizio del quarto giorno secondo la Genesi).
Per la tradizione ebraica, il sole fu creato il quarto giorno (יום רביעי, yom rivi‘i) della settimana di creazione. poiché la Legge ebraica considera l'unità temporale di un singolo giorno che vada da sera a sera, l'inizio del quarto giorno halakhico, per così dire, è il martedì sera al tramonto. Quindi il ciclo di 28 anni inizia e finisce nel momento quando il sole fu creato, cioè al tramonto del martedì. Il sole ritorna nella sua posizione esatta solo al tramonto del martedì, una volta ogni 28 anni.
Nonostante i calcoli rigorosi che tengono in conto che l'anno tropico è più breve dell'anno ''halakhico'', non vi è alcuna sincronizzazione di questa preghiera col momento astronomico reale in cui il sole attraversa l'equatore celeste; il simbolismo non è diverso da una situazione in cui il molad di Tishri cadrebbe di giorno la domenica e Rosh haShana cade il lunedì.

## Equinozio di primavera
Come spiegato dal Talmud, esiste una tradizione che afferma che il sole fu creato nella sua posizione di equinozio di primavera all'inizio del mese lunare ebraico primaverile di Nisan. I saggi del Talmud risolsero le dispute sulla definizione halakhica dell'equinozio primaverile stabilendolo per il 25 marzo del calendario giuliano. poiché sia il calendario giuliano che la tradizione ebraica definiscono un anno solare composto esattamente da 365,25 giorni, l'equinozio primaverile halakhico storicamente cadeva il 25 marzo di ogni anno. Tale equinozio halakhico attualmente cade circa 17 giorni dopo l'equinozio reale, con il margine d'errore che aumenta di circa 3/4 di giorno per secolo.
In conclusione, Birkat Hachama è recitato quando l'equinozio primaverile halakhico (la posizione in cui il sole fu creato) cade di martedì (il momento in cui il sole fu creato).

## Calendario solare
Questo metodo di segnare il ciclo di machzor gadol (cioè usando il 25 marzo) fu invalidato nel 1582 quando il calendario giuliano venne rimpiazzato dal calendario gregoriano per decreto di Papa Gregorio XIII. Il calendario venne modificato per consentire alla Pasqua di essere celebrata nel momento opportuno in base ad un accordo raggiunto al Concilio di Nicea I nel 325 e.v. Per ricalibrare il calendario, vennero apportate due modifiche:
1. Dieci giorni furono rimossi in modo da compensare l'incorporazione di giorni in eccesso dall'istituzione del calendario giuliano.
2. Fu attuato un metodo per evitare un'ulteriore incorporazione di giorni in eccesso, in base al quale il 29 febbraio sarebbe saltato in base ad un particolare algoritmo.[17]

L'ultimo giorno del calendario giuliano fu giovedì 4 ottobre 1582 e questo venne seguito dal primo giorno del calendario gregoriano, venerdì 15 ottobre. Così, mentre l'equinozio halakhico di primavera era avvenuto il 25 marzo fino al 1582, nel 1583 si verificò il 4 aprile del nuovo calendario gregoriano. Tuttavia, il calendario ebraico non aveva nessun bisogno di una tale modifica e non ne venne influenzato. Come risultato, l'equinozio primaverile halakhico si è spostato leggermente in avanti nell'anno gregoriano dopo il 1582.
- Nel 1609, l'equinozio primaverile halakhico è stato il 4 aprile
- Nel 1709, l'equinozio primaverile halakhico è stato il 5 aprile
- Nel 1809, l'equinozio primaverile halakhico è stato il 6 aprile
- Nel 1909, l'equinozio primaverile halakhico è stato il 7 aprile
- Nel 2009, l'equinozio primaverile halakhico è stato il 7 aprile

L'equinozio halakhico di solito salta un giorno ogni secolo perché l'algoritmo che ha stabilito il calendario gregoriano impone che gli anni bisestili non si verifichino in anni divisibili per 100, a meno che non siano anche divisibili per 400. La legge ebraica tuttavia non fornisce alcun mezzo per cambiare il calendario stabilito fino al momento in cui il Sinedrio non venga riconvocato e compensi spostando la data dell'equinozio quasi ogni secolo. Tuttavia non c'è stato alcun cambiamento tra il 1909 e il 2009, a causa dell'eccezione relativa agli anni divisibili per 400; quindi il 2000 ha contenuto un 29 febbraio e non è stata necessaria nessuna compensazione.
L'anno halakhico di 365,25 giorni è equivalente a 52 settimane, 1 giorno e 6 ore. Ciò significa che una qualsiasi data apparirà, tre volte su quattro, un giorno dopo nella settimana di calendario nell'anno successivo. Per esempio:
- 3 luglio 1932 era domenica
- 3 luglio 1933 era lunedì
- 3 luglio 1934 era martedì
- 3 luglio 1935 era mercoledì

Il 3 luglio 1936 però cadde di venerdì e non giovedì, perché le 6 ore che si sono accumulate durante ciascuno dei quattro anni in effetti aggiunge un altro giorno di calendario (cioè 6 ore x 4 anni = 24 ore = 1 giorno).
La Halakhah afferma che il sole fu creato nella posizione dell'equinozio primaverile subito dopo il tramonto nel quarto giorno della settimana della Creazione, che è equivalente al tramonto del martedì di quella settimana. Se quello è considerato il tempo zero (t=0) e gli equinozi primaverili degli anni successivi cadono 1 giorno e 6 ore dopo, succede quanto segue:
- Anno 1: Giorno 4 al tramonto (martedì)
- Anno 2: Giorno 5 a mezzanotte (giovedì)
- Anno 3: Giorno 6 all'alba (venerdì)
- Anno 4: Giorno 7 a mezzogiorno (sabato)
- Anno 5: Giorno 2 al tramonto (domenica)
- Anno 6: Giorno 3 a mezzanotte (martedì)

Ogni quattro anni avviene un salto di un giorno aggiuntivo perché i quattro periodi di sei ore fanno il totale di un giorno completo, analogamente a quanto accade per l'anno solare bisestile.
Anche se il momento giusto per la benedizione sarebbe al tramonto di martedì 7 aprile, il sole non è più visibile al tramonto e la benedizione è quindi ritardata fino alla mattina seguente.
Il ciclo di 28 anni è basato su un anno solare di 365,25 giorni, che non è del tutto esatto. Il calendario ebraico usa un anno solare di 365,2468 giorni, ma utilizza l'approssimazione meno precisa di 365,25 per Birkat Hachama in modo che la benedizione possa verificarsi con una certa frequenza.

## Calcolo della data
Questa tabella rappresenta una settimana con tutte le 24 ore segnate e intitolate al "pianeta" - in realtà luce celeste tradotto letteralmente - che corrisponde loro secondo l'antico Sistema geocentrico dell'ordine planetario. Si basa sul commentario di Rashi intitolato Eruvin (56a). Questa tabella viene creata notando che nella Bibbia le stelle furono create il mercoledì al crepuscolo, quindi si pone Saturno (la prima "stella") all'ora 1 (o 18:00). Poi si segue con tutti gli altri 6 "pianeti" (Giove, Marte, Sole, Venere, Mercurio, e la Luna) e si ripete l'ordine fino a quando tutte le ore della settimana hanno una "stella" assegnata.
| –              | 1    | 2    | 3    | 4    | 5    | 6    | 7    | 8    | 9    | 10   | 11   | 12   | 13   | 14   | 15   | 16   | 17   | 18   | 19   | 20   | 21   | 22   | 23   | 24   |
| -------------- | ---- | ---- | ---- | ---- | ---- | ---- | ---- | ---- | ---- | ---- | ---- | ---- | ---- | ---- | ---- | ---- | ---- | ---- | ---- | ---- | ---- | ---- | ---- | ---- |
| Domenica Sole  | Merc | Luna | Sat  | Gio  | Mar  | Sole | Ven  | Merc | Luna | Sat  | Gio  | Mar  | Sole | Ven  | Merc | Luna | Sat  | Gio  | Mar  | Sole | Ven  | Merc | Luna | Sat  |
| Lunedì         | Gio  | Mar  | Sole | Ven  | Merc | Luna | Sat  | Gio  | Mar  | Sole | Ven  | Merc | Luna | Sat  | Gio  | Mar  | Dom  | Ven  | Merc | Luna | Sat  | Gio  | Mar  | Sole |
| Martedì        | Ven  | Merc | Luna | Sat  | Gio  | Mar  | Sole | Ven  | Merc | Luna | Sat  | Jup  | Mar  | Sole | Ven  | Merc | Luna | Sat  | Gio  | Mar  | Sole | Ven  | Merc | Luna |
| Mercoledì      | Sat  | Gio  | Mar  | Sole | Ven  | Merc | Luna | Sat  | Gio  | Mar  | Sole | Ven  | Merc | Luna | Sat  | Gio  | Mar  | Sole | Ven  | Merc | Luna | Sat  | Gio  | Mar  |
| Giovedì        | Sole | Ven  | Merc | Luna | Sat  | Gio  | Mar  | Sole | Ven  | Merc | Luna | Sat  | Gio  | Mar  | Sole | Ven  | Merc | Luna | Sat  | Gio  | Mar  | Sole | Ven  | Merc |
| Venerdì        | Luna | Sat  | Gio  | Mar  | Sole | Ven  | Merc | Luna | Sat  | Gio  | Mar  | Sole | Ven  | Merc | Luna | Sat  | Gio  | Mar  | Sole | Ven  | Merc | Luna | Sat  | Gio  |
| Sabato Saturno | Mar  | Sole | Ven  | Merc | Luna | Sat  | Gio  | Mar  | Sole | Ven  | Merc | Luna | Sat  | Gio  | Mar  | Sole | Ven  | Merc | Luna | Sat  | Gio  | Mar  | Sole | Ven  |

Si assume che il mondo sia stato creato nel mese ebraico di Nisan e non Tishri. Quindi l'ora 1 (tramonto) del mercoledì in questa tabella rappresenta l'inizio di Tekufat Nisan (primavera) nel primo anno della creazione, l'anno ebraico 1. Per Birkat Hachama, viene usato il calcolo di Samuel di Nehardea della lunghezza di un anno tropico, e non il calcolo più preciso dell'Amora Adda bar Ahavah. Quindi si assume che un anno sia di 52 settimane, 1 giorno e 6 ore (365,25 gg.) Ciò significa che un anno dopo la creazione, Tekufat Nisan cadrà 1 giorno e 6 ore più tardi su questa tabella, o giovedì all 6ª ora, Giove. Ogni anno questa si sposterà di un altro giorno e 6 ore. Ci vorranno 28 anni affinché Tekufat Nisan torni ad essere di mercoledì al crepuscolo. Si noti che il vero equinozio primaverile si verifica il 21 marzo, tuttavia la benedizione Birkat Hachama viene detta 18 giorni dopo. Questa imprecisione si è accumulata nel corso di migliaia di anni, come conseguenza dell'utilizzare il calcolo inesatto di Samuel sulla durata dell'anno.

## Ordine del servizio
Il servizio liturgico generalmente include:
- Salmi 148:1-6[22]
- la benedizione: "Baruch Atah A-donai E-loheinu Melech Ha`olam Oseh Ma`aseh Breishit."
- Coloro che recitano la benedizione Shehecheyanu, lo fanno qui.
- Salmi 19[23]
- Salmi 121[24]
- Salmi 150[25]
- Un passo del Talmud che concerne l'obbligo di Birkat Hachama.
- Salmi 67[26]
- Aleinu
- Il Kaddish del lutto.

La benedizione Shehecheyanu può non essere recitata, poiché non vi è obbligo in questa occasione.

## Cadenze diBirkat Hachama
Cadenze negli ultimi 120 anni:

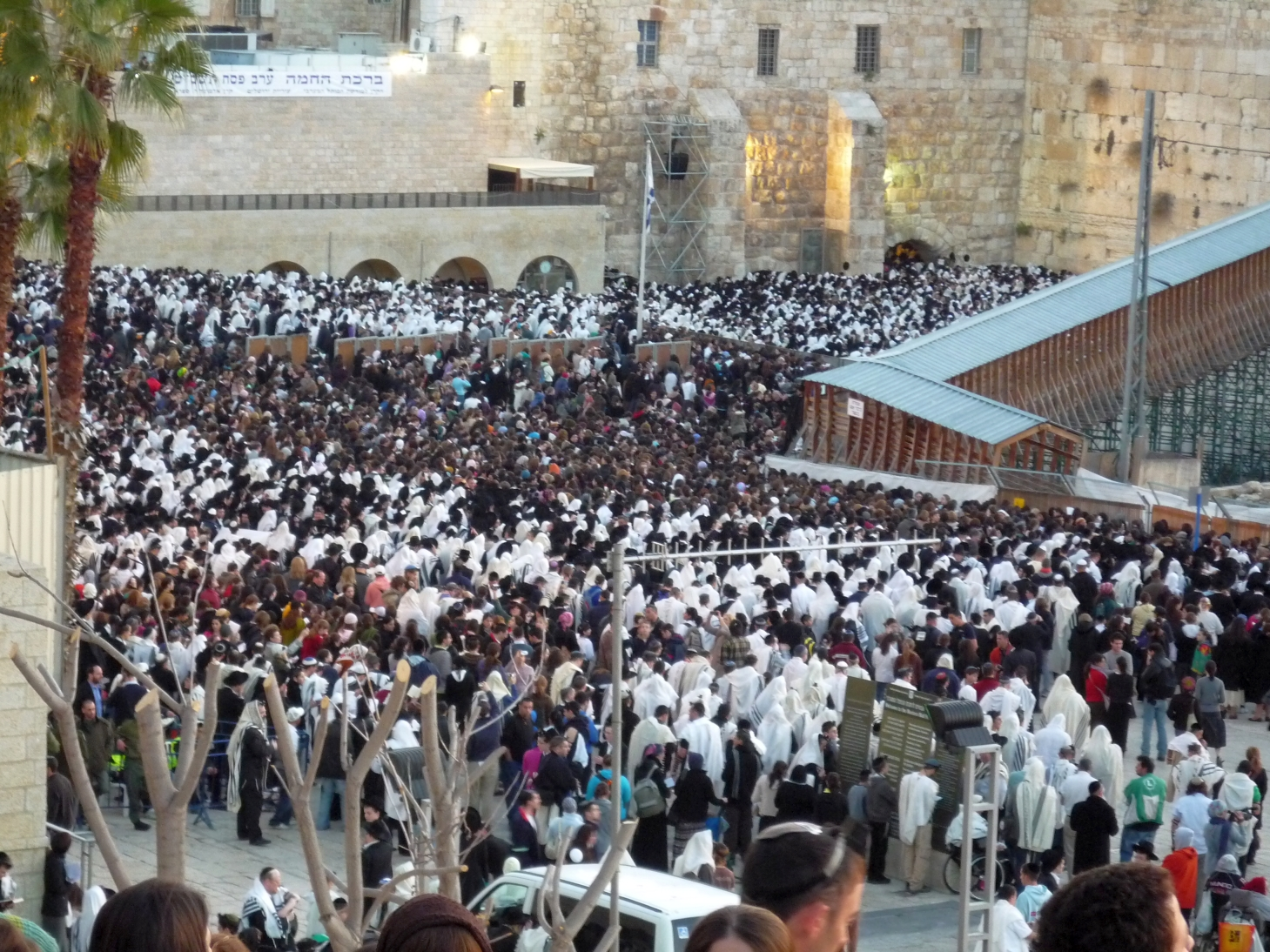
Birkat Hachama 8 aprile 2009, ore 06:25,
Muro Occidentale, Gerusalemme

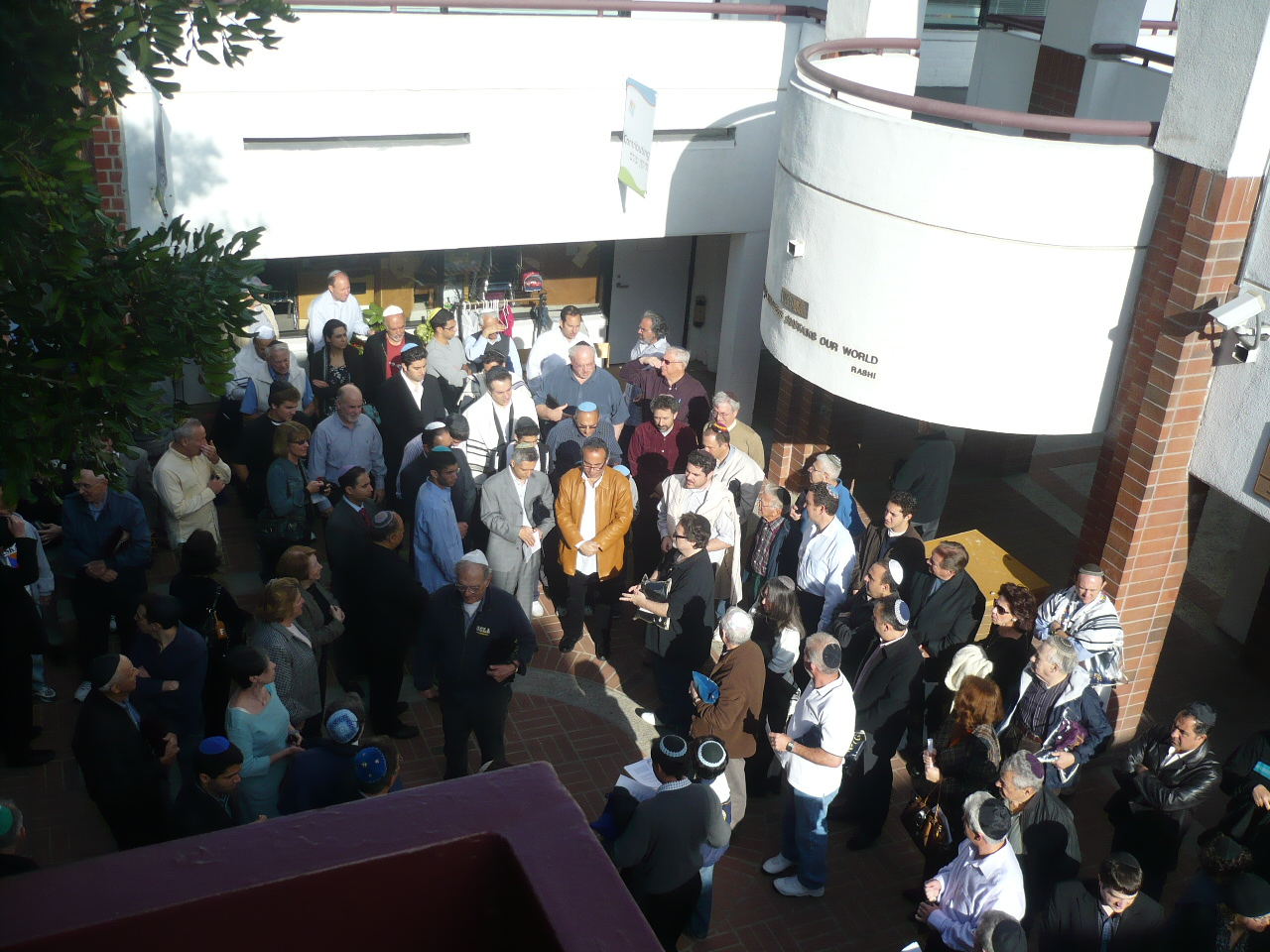
Birkat Hachama 2009
Encino (Los Angeles)

- Mercoledì, 7 aprile 1897 (5 Nisan 5657)
- Mercoledì, 8 aprile 1925 (14 Nisan 5685 – Erev Pesach/Vigilia di Pesach)
- Mercoledì, 8 aprile 1953 (23 Nisan 5713)
- Mercoledì, 8 aprile 1981 (4 Nisan 5741)
- Mercoledì, 8 aprile 2009 (14 Nisan 5769 – Erev Pesach/Vigilia di Pesach)

Birkat Hachama cadrà prossimamente il
- Mercoledì, 8 aprile 2037 (23 Nisan 5797)
- Mercoledì, 8 aprile 2065 (2 Nisan 5825)
- Mercoledì, 8 aprile 2093 (12 Nisan 5853)
- Mercoledì, 9 aprile 2121 (21 Nisan 5881 – Shvi'i Shel Pesach/Settimo giorno di Pesach)

Nota: Poiché le date di Birkat Hachama presumono un anno solare 365,25 giorni ed anche il calendario giuliano presume un anno solare di 365,25 giorni, Birkat Hachama cadrà sempre il 26 marzo nel calendario giuliano. Mentre nel calendario ebraico Birkat Hachama usualmente cade nel mese lunare di Nisan, ciò non sempre è vero; infatti, cadrà il 29 Adar II (10 aprile) nell'anno 2233.